# نظریه انتخاب اجتماعی
نظریه انتخاب اجتماعی (به انگلیسی: Social choice theory) یک چارچوب نظری برای اندازه‌گیری سلایق، ارزش‌ها و رفاه به عنوان یک تصمیم جمعی است. نظریه انتخاب اجتماعی از فرموله کردن پارادوکس رای‌گیری کندورسه آغاز گردید.

## تعریف
نظریهٔ انتخاب اجتماعی مربوط به چگونگی رابطهٔ فرد و اجتماع می‌باشد. به‌طور خاص می‌توان قلمرو انتخاب اجتماعی را بررسی امکان جمع کردن منافع، ترجیحات، قضاوت‌ها و وضعیت رفاهی فردی برای دستیابی به منافع، ترجیحات و رفاه اجتماعی دانست.

## مقدمه
اصولاً گروهی به نام دولت اداره امور جوامع مختلف را به عهده دارند. یک بحث اساسی در این رابطه خصوصیات دولتمردان و انگیزه‌های آن‌ها از پذیرش کار دولتی است. مسئلهٔ دیگر رضایت مردم از کارکرد حکومت می‌باشد. بدیهی است اگر دولتمردان به گونه‌ای انتخاب شوند که همهٔ مردم راضی باشند و دارای کارکردی معقول و موفق باشند، عالی است. اما انتخاب شدن این‌ها به سه شکل قابل تصور است، دموکراسی کامل، دموکراسی رأی اکثری و دیکتاتوری. دموکراسی کامل نه ممکن است و نه اقتصادی است. دیکتاتوری هم قابل دفاع نمی‌باشد و دموکراسی رای اکثریتی ناچارترین شیوه قابل عمل است. از سوی دیگر گروهی از اقتصاددان‌ها دولت را خیرخواه ملت میدانند و لذا هرجا بازار ناتوان باشد، دولت وارد عمل می‌شود. گروهی دیگر عقیده دارند که دولت‌ها هم دنبال منافع شخصی خود هستند. انتخاب دسته جمعی وظیفهٔ تحلیل موضوع فوق را بر عهده دارد.
انتخاب دسته جمعی را می‌توان در دو زیر بخش مطالعه کرد: یکی انتخاب عمومی و دیگری انتخاب اجتماعی. ما در اینجا انتخاب اجتماعی را مورد بحث قرار می‌دهیم.
برای داشتن یک انتخاب دسته جمعی یکی از قواعد فراگیر در نظام‌های دموکراسی رأی اکثریت است. هاز آنجا که امکان تحقق دموکراسی کامل و مستقیم در شرایط کنونی وجود ندارد، از روش دموکراسی مبتنی بر نمایندگی بر اساس رأی اکثریت بکار می‌رود. اما در اینجا نخست بر دموکراسی مستقیم تمرکز می‌کنیم که در آن رای‌دهندگان به‌طور مستقیم به نفع یا ضرر پروژه‌های دولتی رأی می‌دهند.

## قاعده رای اکثریتی و دموکراسی مستقیم

### قضیه عدم امکان ارو
کنت ارو یکی از اقتصاددانان مشهوری است که این نظریه را به شکل جدید آن مدون ساخت. وی نشان داده است که در حال حاضر قاعدهٔ اساسی در دست نیست که بتواند یک پیامد سازگار ایجاد کند.
از نظر ارو یک سازوکار برای اینکه در جمع بستن ترجیحات افراد بتواند سازگار باشد، باید پنج شرط را برآورده سازد:
1. رده‌بندی نتایج: که از انتخابات جمعی حاصل می‌شود باید الزامات رده‌بندی ترجیحات هر فرد عاقل را ارضا کند. انتخاب‌ها باید به گونه‌ای باشد که اگر سه گزینهٔ A و B و C داشته باشیم و اگر A بر B و B بر C ترجیح داشته باشد آنگاه باید A بر C ترجیح داشته باشد.[۳]
2. اصل پارتو: این شرط کاملاً منطقی است زیرا مستلزم این است که اگر همهٔ اعضای جامعه A را بر B ترجیح دهند انتخاب جمعی منتج از قاعدهٔ اساسی نیز باید نشان دهد که A بر B مرجح است.[۳]
3. استقلال از گزینه‌های نامرتبط: اگر انتخاب را بین دو گزینهٔ A و B داشته باشیم و گزینهٔ سومی معرفی شود (مثلاً C) نباید رتبه بندی افراد بین دو گزینهٔ اولیه تغییر یابد.
4. دامنهٔ نامحدود: هیچ فرد عاقلی از جامعه نباید از مشارکت در تعیین انتخاب جمعی کنار گذاشته شود و به هیچ وجه نباید رأی دهندهٔ عاقلی را به سبب انتخاب‌هایش از حق رأی محدود کرد.[۳]
5. دیکتاتوری نبودن: ترجیحات یک فرد خاص نباید تعیین کنندهٔ ترجیحات کل اجتماع گردد.[۱]

#### بررسی قضیه عدم امکان ارو
اکنون امکان یا عدم امکان تحقق معیارهای ارو را در قالب روش رأی اکثریت می‌آزماییم. فرض کنید بودجهٔ محدودی برای یک شهر در نظر گرفته شده‌است که یا باید به مصرف دانشگاه برسد یا برای پارک هزینه شود یا فرودگاه ساخته شود. فرض می‌کنیم رفتار رای‌دهنده به گونه ایست که در جدول ملاحظه می‌شود.
| A | B | C |
| X | Y | Z |
| Y | Z | X |
| Z | X | Y |

مثلاً فرد A گزینهٔ X را بر Y ترجیح می‌دهد و Z برای وی انتخاب آخر است. برای B انتخاب اول Y و برای C اولین انتخاب Z است. A و B هر دو، Y را بر Z ترجیح می‌دهند. یعنی در واقع، یک نوع انتخاب اکثریت تحقق می‌یابد. اما موضوع به همین‌جا ختم نمی‌شود. مثلاً A و C، X را بر Y ترجیح می‌دهند. به همین ترتیب، B و C گزینهٔ Z را بر X ترجیح می‌دهند. پس یک اکثریت جدیدی تولید می‌شود. ملاحظه می‌شود که در حال حاضر، چندین اکثریت محقق می‌گردد. حالا به آزمون معیارها می‌پردازیم. در اولین بررسی، فرض انتقالی بودن مورد نظر ارو تحقق پیدا نمی‌کند، زیرا دو اکثریت، X را بر Z ترجیح می‌دهند (یکی X بر Y و دیگری Y بر Z، پس تحقق قاعدهٔ عقلانی باید X بر X ترجیح داده شود). لذا باید جامعه نیز چنین اقدام کند. اما اکثریت سوم (B و C)درست برعکس، Z را بر X ترجیح می‌دهند. با بررسی بیشتر در جدول مذکور می‌توان نشان داد که گاهی چندین اکثریت درست می‌شود که برآیند نهایی آن‌ها با هم تناقض دارند. طبق یکی باید جامعه X را بر Z ترجیح دهد ولی طبق یکی دیگر بایستی برعکس Z را بر X ترجیح دهد. خلاصه شرط عقلانیت ارو رد می‌شود.
این پدیده در قالب تناقض رأی اکثریت نشان می‌دهد که هیچ گونه قاعدهٔ انتخاب اجتماعی وجود ندارد که شرایط پنج گانهٔ ارو را تحقق بخشد. این نتایج اصل انتقال پذیری را کنار می‌گذارد در نتیجه به چرخش منجر می‌شود. چرخش یعنی رای‌گیری اکثریتی به یک سر جمع سازگار از ترجیحات افراد نمی‌رسد. این نتیجه می‌تواند ناشی از تنظیم کنندهٔ دستور کار باشد. کسی که تصمیم می‌گیرد چه گزینه‌هایی به ترتیب در معرض رای‌گیری قرار گیرند. اگر رتبه بندی مناسبی پیده شود هر پیامدی می‌تواند برنده شود.
در واقع قضیهٔ عدم امکان ارو بیان می‌کند هیچ قاعدهٔ تصمیم‌گیری اجتماعی وجود ندارد که بتواند ترجیحات فردی را به یک تابع جمعی سازگار تبدیل کند بدون اینکه ترجیحات را محدود کند یا یک دیکتاتوری تحمیل کند.

### ترجیحات تک قله‌ای و چند قله‌ای
یک راه حل برای اینکه مسئله امکان‌ناپذیری برطرف شود این است که ترجیحات به ترجیحات تک قله‌ای محدود شود. یک قله در ترجیحات یک فرد نقطه ایست که نسبت به همهٔ نقاط کناری خود ترجیح داشته باشد. یعنی مطلوبیت فرد از آن نقطه به هر سمتی که حرکت کنیم کاهش یابد.
ترجیحات چند قله‌ای بدین مفهوم است که مطلوبیت فرد نخست افزایش یابد و سپس کاهش و دوباره زیاد شود. اگر ترجیحات به صورت تک قله‌ای باشد رای‌گیری اکثریتی دارای پیامد سازگار خواهد بود.
هنگامی که ترجیحات تک قله‌ای است رای‌گیری اکثریتی به‌طور سازگار ترجیحات رای‌دهندگان فردی را سرجمع کند.

### قضیهٔ رای‌دهنده میانه
قضیه رای‌دهنده میانه بیان می‌کند رای‌گیری اکثریتی به پیامدی خواهد رسید که رای‌دهنده میانه ترجیح می‌دهد اگر ترجیحات تک قله‌ای باشد.
رای‌دهنده میانه، رای‌دهنده‌ای است که سلایق او در وسط سایر رای‌دهندگان قرار دارد. در نتیجه، تعدادی مساوی از سایر رای‌دهندگان یا بیشتر از او مقدار کالای عمومی را ترجیح می‌دهند یا کمتر از او.

### شدت ترجیحات
به‌طور کلی، رای‌گیری پیشنهاد می‌کند دولت فقط نیاز دارد که ترجیحات رای‌دهنده میانی را برای انتخاب سیاست‌های خود پیدا کند و در سطح مورد نظر این رای‌دهندگان کالاهای عمومی را ارائه کند.
البته این پیشنهاد برای انتخاب جمعی، یک نکته مهم یعنی شدت ترجیحات را در نظر نمی‌گیرد.
شدت ترجیحات می‌تواند سبب شود که در انتخاب اجتماعی، منفعت نهایی جامعه با هزینه نهایی آن برابر نشود.
برای مثال، اگر تعداد اندکی از افراد از یک کالای عمومی، منافع بسیار بزرگی کسب کنند این امر در کل منفعت نهایی اجتماعی محاسبه خواهد شد ولی نتیجه رای‌گیری می‌تواند چیزی متفاوت باشد.
برای مثال، تصور کنید که ۱۰۰۱ رای‌دهنده در یک شهر وجود دارد و می‌خواهند یک بنای یادبود (یک کالای عمومی) با هزینه ۴۰۰۴۰ دلار (یعنی هر نفر ۴۰ دلار) در شهر بسازند.
فرض کنید که همه ۱۰۰۱ نفر ترجیحات تک قله‌ای دارند در نتیجه این رای‌دهنده میانی است که پیامد نهایی را تعیین می‌کند.
اگر ۵۰۰ شهروند ارزش بنای یادبود برای آن‌ها هر کدام ۱۰۰ دلار باشد و این بنا برای ۵۰۱ نفر دیگر هیچ ارزشی نداشته باشد (۰ دلار)، بنابراین منفعت نهایی اجتماعی ۵۰۰۰۰ دلار خواهد بود که بسیار از هزینه آن بالاتر است، با این حال این بنا ساخته نخواهد شد! چون که ۵۰۱ (یعنی اکثریت) نفر به عدم ساخت بنا رأی می‌دهند.

### قواعد دیگر رای‌گیری از دیدگاه فری
۱. رای‌گیری تصویبی در این حالت، رای‌دهندگان می‌توانند به هر تعداد طرح (یا نامزد)، که تمایل دارند، رأی بدهند، اما به هیچ گزینه‌ای نمی‌توانند بیش از یک بار رأی دهند. گزینه‌ای که بیشترین رأی را کسب کند انتخاب خواهد شد.
۲.رای‌گیری تصادفی بر مبنای همه پرسی: در این حالت، تعداد آرایی که به هریک از دو گزینه اختصاص میابد شمارش می‌شود (همان‌طور که در قاعدهٔ رأی اکثریت اجرا می‌شود). سپس به هر یک از گزینه‌ها، به نسبت سهمی که از آرا کسب کرده‌است، یک احتمال نسبت داده می‌شود و بر پایهٔ احتمالات مذکور، گزینهٔ نهایی به صورت تصادفی انتخاب می‌شود. مزیت اینروش این است که وقتی اکثریت کوچک باشد، مثلاً ۵۵ درصد رأی «آری» و ۴۵ درصد رأی «نه» بدهند، اقلیت بزرگ لزوماً سرکوب نمی‌شود بلکه صرفاً شانسی کمتر برای پیروزی دارد
۳.رای‌گیری به روش وتو: هر فرد می‌تواند پیشنهادش را عرضه کند.انتخاب اجتماعی اینگونه تعیین می‌شود:هر فرد گزینه‌هایی راکه بیشترین مخالفت را با آن‌ها دارد، از فهرست مورد نظر حذف می‌کند و گزینه‌ای که در نهایت در همهٔ فهرست‌ها باقی بماند برگزیده می‌شود.
موارد فوق به هیچ وجه همهٔ روش‌های بدیل رای‌گیری نیستند. این موارد نیز ناکارایی‌هایی دارند.

## قاعدهٔ رای‌گیری اکثریتی و دموکراسی مبتنی بر نمایندگی
در واقعیت، اغلب انتخاب‌های اجتماعی مبتنی بر دموکراسی مستقیم نیست و معمولاً رای‌دهندگان برای خود نمایندگانی انتخاب می‌کنند تا این نمایندگان، انتخاب‌ها را انجام دهند.
فرض می‌شود این نمایندگان، ترجیحات همه رای‌دهندگان را سرجمع می‌کنند و هنگام رأی دادن برای انتخاب سطح مناسبی از کالای عمومی (مثل مخارج آموزشی) این ترجیحات را در نظر می‌گیرند.
اگر هدف سیاستمداران، حداکثرسازی تعداد آرای خود باشد آن‌ها پیامدی را انتخاب می‌کنند که توسط رای‌دهنده میانی ترجیح داده شده‌است.